# Šebířov
Šebířov (en allemand : Schebirschow) est une commune du district de Tábor, dans la région de Bohême-du-Sud, en République tchèque. Sa population s'élevait à 348 habitants en 2020.

## Géographie
Šebířov se trouve à 4 km au nord-nord-est du centre de Mladá Vožice, à 21 km au nord-est de Tábor, à 71 km au nord-nord-est est de České Budějovice et à 64 km au sud-sud-est de Prague.
La commune est limitée par Jankov et Zvěstov au nord, par Kamberk et Vilice à l'est, par Běleč et Mladá Vožice au sud, et par Slapsko et Neustupov à l'ouest.

## Histoire
La première mention écrite du village date de 1318.

## Administration
La commune se compose de 11 quartiers :
- Šebířov
- Křekovice
- Křekovická Lhota
- Kříženec
- Lhýšov
- Popovice
- Skrýšov
- Vosná
- Vrcholtovice
- Vyšetice
- Záříčí u Mladé Vožice

## Galerie

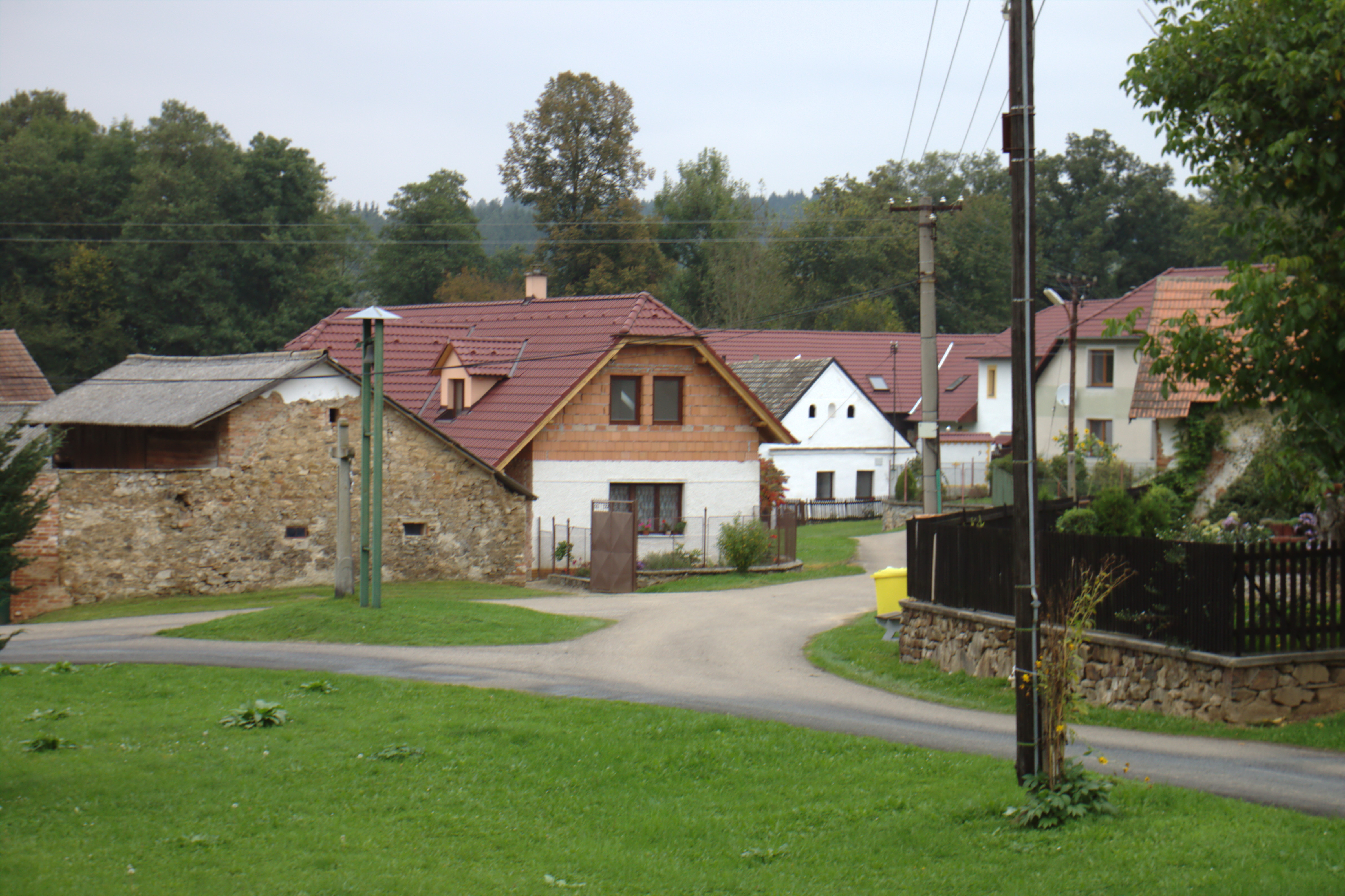
Hameau de Popovice.
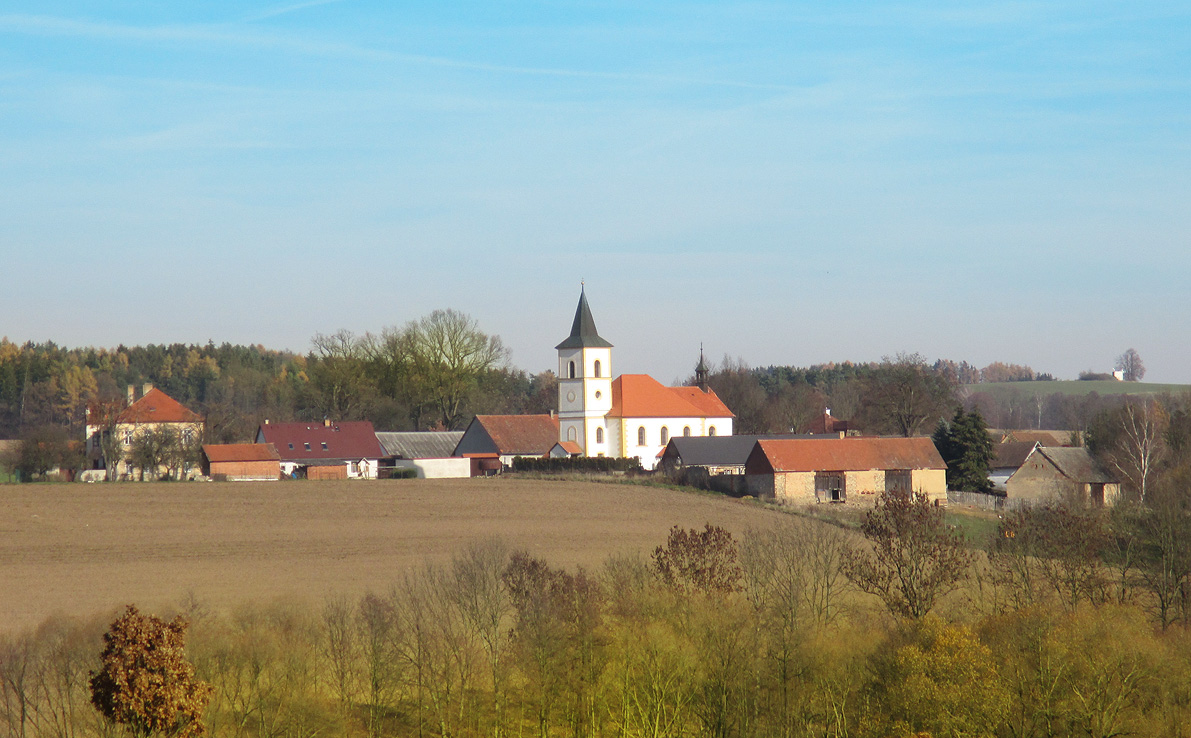
Hameau de Vrcholtovice.

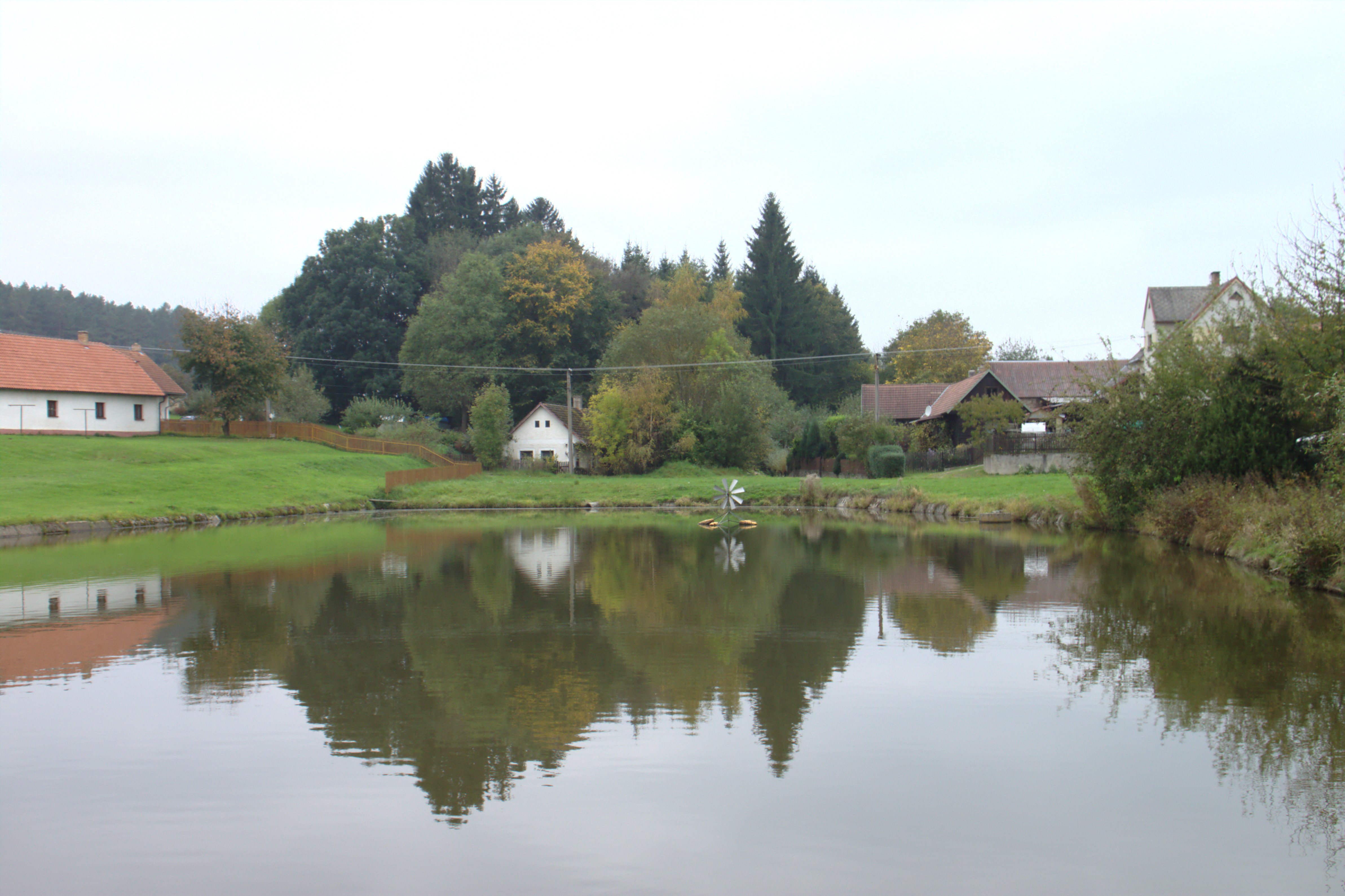
Hameau de Lhýšov.
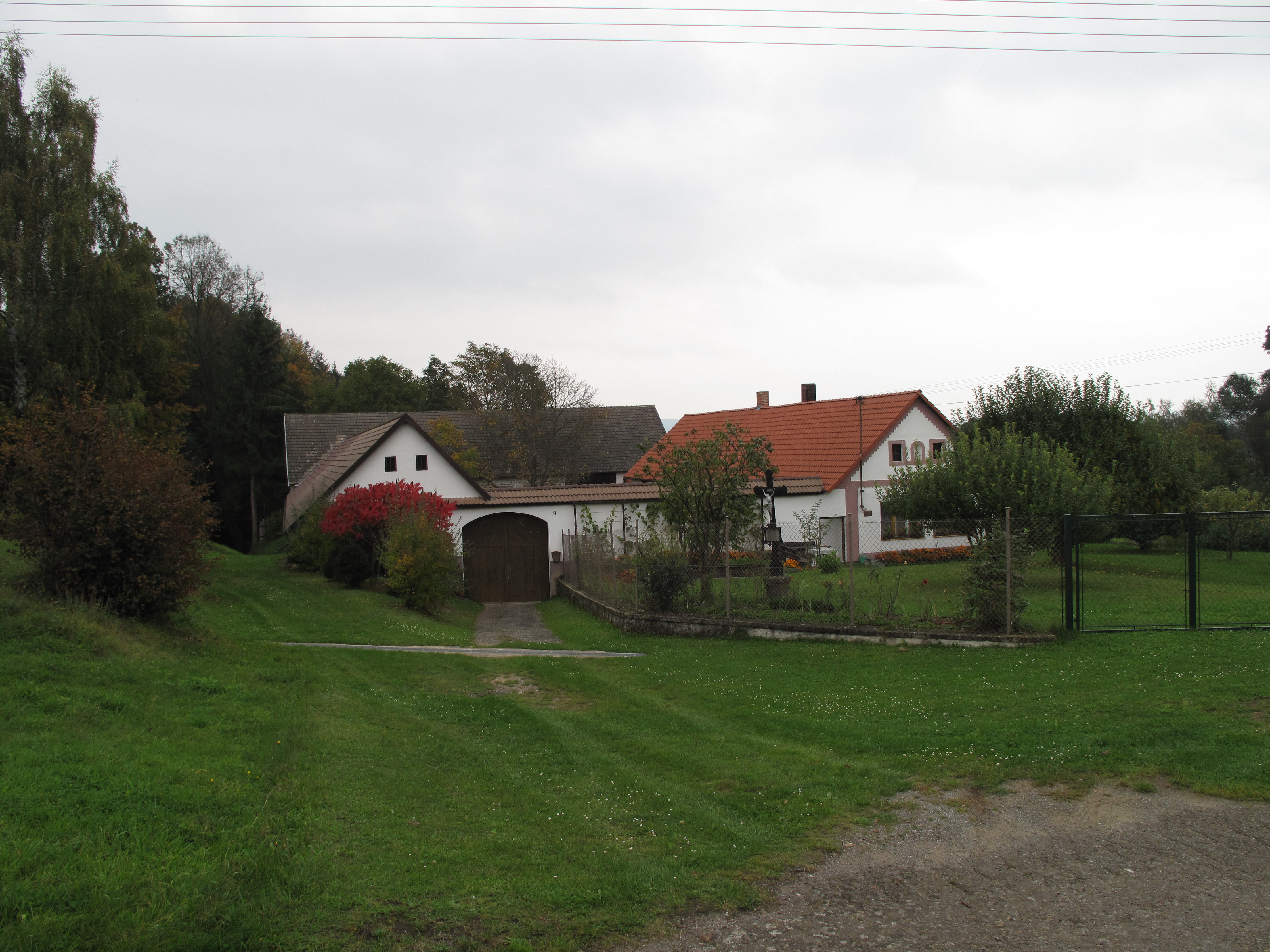
Hameau de Křekovice.